# Tibo Nevens
Tibo Nevens, né le 15 août 1998,, est un coureur cycliste belge.

## Biographie
En 2016, Tibo Nevens finit notamment cinquième de la Guido Reybrouck Classic. La même année, il est sélectionné à plusieurs reprises en équipe nationale de Belgique juniors (moins de 19 ans), notamment pour le Trofeo Karlsberg, où il se classe sixième d'une étape. Il intègre ensuite le club Home Solution-Anmapa-Soenens en 2017 pour ses débuts espoirs (moins de 23 ans).
Bon sprinteur, il se distingue lors de la saison 2018 en remportant la Flèche du port d'Anvers, une épreuve inscrite au calendrier de l'UCI. En 2019, il remporte de nouveau cette course. Il termine également sixième de la Ster van Zwolle et troisième du Circuit du Pays de Waes, une kermesse professionnelle.

## Palmarès
- 2018
  - Flèche du port d'Anvers
- 2019
  - Flèche du port d'Anvers
  - 3e du Circuit du Pays de Waes

## Classements mondiaux
| Année           | 2018 | 2019 |
| --------------- | ---- | ---- |
| UCI Europe Tour | 878e | 904e |